# Kaos
Kaos (stilizat KAOS) este un serial de televiziune britanic de mitologie de comedie neagră creat de Charlie Covell pentru Netflix. Prezintă trei oameni care își descoperă legătura între ei și o profeție veche, în timp ce se confruntă cu zei corupți și aroganți ai mitologiei grecești și romane. Serialul a fost lansat pe Netflix la 29 august 2024. În octombrie 2024, serialul a fost anulat după un sezon.

## Premisă
Zeul atotputernic, dar nesigur, Zeus, începe să se teamă că va veni sfârșitul domniei sale după ce observă un rid pe frunte, indicând posibil sfârșitul lumii. El devine paranoic și răzbunător față de credincioșii săi. Între timp, trei oameni încep să-și descopere conexiunile unii cu alții și marile conspirații care implică zeii greci.

## Distribuție
- Jeff Goldblum ca Zeus
- Janet McTeer ca Hera, regina zeilor
- Aurora Perrineau ca Euridice „Riddy”
- Cliff Curtis ca Poseidon, zeul mării
- David Thewlis ca Hades, zeul Infernului
- Rakie Ayola ca Persefona, zeița lumii morților
- Killian Scott ca Orfeu, muzician
- Leila Farzad ca Ariadna "Ari"
- Nabhaan Rizwan ca Dionis, zeul vinului, extazului
- Debi Mazar ca Medusa
- Stephen Dillane ca Prometeu
- Misia Butler - Caeneus (né Caenis)
- Mat Fraser ca Dedal
- Stanley Townsend ca Minos
- Billie Piper - Cassandra
- Ursitoare (zeițe ale destinului)
  - Suzy Eddie Izzard ca Lachy (Lachesis)
  - Ché ca Clothos
  - Sam Buttery ca Atropos
- Furii (zeițe ale răzbunării)
  - Cathy Tyson ca Alecto
  - Donna Banya ca Tisi (Tisiphone)
  - Natalie Klamar ca Meg (Megaera)
- Fady Elsayed ca Glaucus / Minotaur
- Tomi Egbowon-Ogunjobi ca Dea Tacita
- Gilian Cally ca Hecuba
- Shila Ommi ca Pas (Pasiphae)
- Amanda Douge ca Andromaca
- Daniel Lawrence Taylor ca Tezeu
- Ramon Tikaram ca Charon
- Joe McGann ca Polifem

## Episoade
| Nr. | Episode    | Regizat de          | Scris de         | Data lansării  |
| --- | ---------- | ------------------- | ---------------- | -------------- |
| 1 | Episodul 1 | Georgi Banks Davies | Charlie Covell   | 29 august 2024 |
| Naratorul, Prometeu, vorbește despre o profeție care îl va înlătura de la putere pe Zeus, care domnește asupra unei lumi moderne. Euridice „Riddy” întâlnește o femeie misterioasă la magazin care îi spune că este timpul să-și părăsească partenerul, muzicianul Orfeu, de care s-a îndepărtat romantic. Fiul lui Zeus, Dionis, dorește mai multă responsabilitate, dar este respins atât de Zeus, cât și de sora-soția lui Zeus, Hera; Dionis fură cu răutate ceasul lui Zeus. Zeus, deja supărat din cauza unui monument de Ziua Olimpiei profanat de troieni, se îngrijorează de un rid vertical care a apărut pe fruntea sa și îl cheamă pe Prometeu să-l asigure că o profeție care arată sfârșitul domniei sale nu se va împlini. Riddy își vizitează mama, o Tacita, care îi împărtășește profeția lui Zeus. Riddy este lovită de o camionetă și ucisă. Un Orfeu cu inima zdrobită încearcă să se sinucidă, dar Dionis îl întrerupe pentru a-i spune o modalitate prin care se poate reuni cu ea. Profeția, atât pentru Riddy, cât și pentru Zeus, se presupune că este „Apare o linie, ordinea scade, familia cade și Haosul domnește”. |            |                     |                  |                |
| 2 | Episodul 2 | Georgi Banks Davies | Charlie Covell   | 29 august 2024 |
| Călătoria lui Euridice prin lumea de dincolo este întreruptă după ce se dezvăluie că Orfeu a luat moneda destinată să-i plătească trecerea. Între timp, Caeneus, un lucrător al lumii de dincolo și un altul dintre cei trei muritori identificați de Prometeu ca fiind esențiali pentru profeție, este promovat fără să vrea ca un scafandru care ajută sufletele să treacă prin „Cadru” din râul uitării Lethe. Spre dezgustul Herei, Zeus a lăsat gravide numeroase muritoare în încercarea de a avea un copil cu care să poată avea o relație bună. După ce își dă seama că muritorii sunt mulțumiți, Zeus decide să-i terorizeze împotriva sfaturilor lui Prometeu. Euridicei i se spune că trebuie să lucreze pentru lumea de dincolo timp de 200 de ani (ca și Caeneus) înainte de a trece prin „Cadru”. Dionis îl duce pe Orfeu în clubul „Peștera”, unde muritorii pot câștiga trecerea spre lumea de dincolo dacă îi impresionează pe judecători. Unul dintre ei, Lachesis, îl descalifică pe Orfeu pentru că a luat moneda Euridicei, dar este convins de Dionis să-l lase să treacă în schimbul ceasului lui Zeus.                    |            |                     |                  |                |
| 3 | Episodul 3 | Georgi Banks Davies | Charlie Covell   | 29 august 2024 |
| 4 | Episodul 4 | Runyararo Mapfumo   | Charlie Covell   | 29 august 2024 |
| 5 | Episodul 5 | Georgi Banks Davies | Charlie Covell   | 29 august 2024 |
| 6 | Episodul 6 | Runyararo Mapfumo   | Georgia Christou | 29 august 2024 |
| 7 | Episodul 7 | Runyararo Mapfumo   | Charlie Covell   | 29 august 2024 |
| 8 | Episodul 8 | Georgi Banks Davies | Charlie Covell   | 29 august 2024 |

## Producție

### Dezvoltare
La 10 iunie 2018, a fost dezvăluit că Netflix a comandat Kaos ca un serial în 8 părți a câte o oră fiecare, produs de Sisters Media.  Charlie Covell a fost creatorul și producătorul executiv. Nina Lederman de la All3Media alături de Tanya Seghatchian și John Woodward de la Brightstar s-au alăturat lui Charlie Covell ca producător co-executiv.  S-a anunțat că Katie Carpenter va fi producătorul serialului, cu Harry Munday și Michael Eagle-Hodgson ca producători, iar Georgi Banks Davies a confirmat că este directorul principal și co-producător executiv. Runyararo Mapfumo va regiza cel de-al doilea sezon al seriei. La 13 iulie 2022, Georgia Christou a fost anunțată ca scenaristă pentru episodul 6.

### Casting
La 27 mai 2022, Aurora Perrineau a fost distribuită în rolul lui Riddy, unul dintre actorii principali ai serialului.  La 29 iunie 2022, au fost dezvăluiți mai mulți membri ai distribuției, după ce Hugh Grant, Janet McTeer, David Thewlis, Nabhaan Rizwan, Cliff Curtis, Killian Scott, Leila Farzad și Misia Butler s-au alăturat serialului. Alți membri ai distribuției sunt Rakie Ayola ca Persephone și Stanley Townsend într-un rol nedezvăluit. În plus, Billie Piper s-a alăturat distribuției într-un rol secundar.
La 13 iulie 2022, Jeff Goldblum l-a înlocuit pe Grant ca Zeus, deoarece cel  din urmă a trebuit să se retragă fiind implicat în alt proiect. La 22 august 2022, Debi Mazar s-a alăturat distribuției ca versiunea reimaginată a Meduzei. 

### Filmări
La 22 august 2022 au început filmările în Spania și Italia.

## Lansare
Serialul a fost lansat pe Netflix la 29 august 2024.

### Marketing
Primul videoclip publicitar al seriei, care îl prezintă pe Goldblum, a fost încărcat pe YouTube la 19 martie 2024. 

## Recepție
Pe site-ul web al agregatorului de recenzii Rotten Tomatoes, 72% din recenziile celor 36 de critici sunt pozitive, cu o evaluare medie de 6,6/10.
Metacritic, care folosește o medie ponderată, a atribuit serialului un scor de 69 din 100, pe baza a 19 critici, indicând recenzii „în general favorabile”.